# Пам'ятні дошки Ужгорода
Стаття містить інформацію про пам'ятні (меморіальні та анотаційні) дошки Ужгорода, обласного центру Закарпатської області.
| Фото | Назва                                                                         | Розташування                                                                                          | Інформація про пам'ятник |
| ---- | ----------------------------------------------------------------------------- | --- | --- |
|      | Тарасу Шевченку                                                               | Набережна Незалежності, 4                                                                             | Відкрито з нагоди 27-ї річниці присвоєння школі імені Т. Г. Шевченка. Скульптор Маснюк І. 1987 рік, бронза. |
|      | Михайлу Грушевському                                                          | на фасаді будинку профспілок, пл. Народна, 3                                                          | У День Соборності України (22 січня 2017 р.) відкрили дошку на честь голови Центральної ради Української Народної Республіки академіка Михайла Грушевського. Автор Богдан Корж. |
|      | Йосипу Бокшаю                                                                 | на основному фасаді Будинку правління Ужанського комітату, вул. Жупанатська, 3                        | Тут розміщено погруддя Бокшая та меморіальну дошку на честь засновників Закарпатської школи образотворчого мистецтва — Альберта Ерделі та Йосипа Бокшая. |
|      | Миколі Садовському (Тобілевичу)                                               | на будівлі Закарпатського академічного обласного театру ляльок «Бавка»                                | Про перебування Миколи Садовського в Ужгороді нагадує меморіальна дошка на фасаді колишнього Руського театру — нині в цих стінах дає вистави Закарпатський академічний обласний театр ляльок «Бавка». Напис на дошці: «У цьому будинкові з 1921—1923 роки працював директором руського театру товариства „Просвіта“ геніальний Український актор і режисер Микола Карпович Садовський» (1856—1933). |
|      | Василю Свиді                                                                  | на вулиці Свиди В., 6                                                                                 | В цьому будинку Василь Свида жив і працював у 1952—1989 рр., що й зазначено на меморіальній дошці, яку урочисто відкрито 24 жовтня 2017 р. Робота в бронзі авторства заслуженого художника України Михайла Михайлюка. Перші ескізи меморіальної дошки Василю Свиді були створені ще приблизно за 25 років до її встановлення. |
|      | Юрію Саку                                                                     | вул. Капітульна                                                                                       | З нагоди сотої річниці від дня народження діяча на фасаді будинку, що на вулиці Капітульній в Ужгороді, де Юрій Сак жив і працював із 1945 року й до останніх днів — 7.04.2017 р. встановлено меморіальну дошку науковцю, краєзнавцю й знаному педагогу. Пам'ятку за сприяння обласної влади виконав закарпатський скульптор, заслужений художник України Богдан Корж. |
|      | Ярославу Гелясу                                                               | на будівлі Закарпатського академічного обласного театру ляльок «Бавка»                                | Друга меморіальна дошка тепер прикрашає будівлю Закарпатського академічного обласного театру ляльок «Бавка». Крім меморіальної дошки Миколі Садовському — зачинателю театральної справи на Закарпатті, 21 листопада 2016 р. на історичній будівлі відкрили меморіальну дошку Ярославу Гелясу, який тривалий час працював у Закарпатському музично-драматичному театрі як режисер і актор. Меморіальну дошку корифею сцени відкрили на будівлі «Бавки», оскільки саме там містився музично-драматичний театр, коли в ньому працював Геляс. На відкриття приїхали рідні відомого театрала — його сини, онук. Після урочистого відкриття у ляльковому театрі відбувся ювілейний вечір, присвячений актору і режисеру, який кращі роки свого творчого життя віддав Закарпаттю. |
|      | Меморіальні дошки Федору Потушняку та Петру Скунцю                            | Фасад Закарпатської обласної наукової бібліотеки імені Федора Потушняка                               | Відкриття бронзових погрудь відбулося у перший день Виставки-ярмарку «Книга-фест» 22 травня 2013 р. фасад Закарпатської обласної наукової бібліотеки. Бронзовий портрет Федора Потушняка ліпив знаний закарпатський скульптор, керівник секції скульптури Закарпатського відділення Національної спілки художників України Богдан Корж. Обличчя ж Петра Скунця у бронзі витворив випускник Ужгородського коледжу мистецтв та Львівської академії мистецтв, 33-річний Іван Цубина. Рідні Петра Скунця кажуть, що автор довго працював над портретом, вивчив багато фото поета і дуже просив його не підганяти. |
|      | Меморіальні дошки братам Юрію-Августину і Євгену Шерегіям                     | Фасад облмуздрамтеатру                                                                                | 27.03.2012 р. в рамках Міжнародного дня театру на фасаді облмуздрамтеатру відбулося урочисте відкриття меморіальних дощок засновникам професійного театру на Закарпатті братам Юрію-Августину і Євгену Шерегіям. Їх автор-митець — художник, скульптор, лауреат обласної премії Богдан Корж. У церемонії взяли участь родина Шерегіїв зі Словаччини — Ольга Грицак–Шерегій — донька Юрія-Августина Шерегія, Василь Грицак-Шерегій — онук, актори театрів, студенти Ужгородського коледжу культури і мистецтва, представники влади, громадськості. Були спогади дочки Юрія-Августина Шерегія — Ольги. Її батько залишив по собі 26 рукописних томів спогадів «Моє життя в мистецтві», де розповідається про те, що за понад 60 років своєї театральної діяльності він лише на професійних сценах зіграв 129 ролей, поставив 233 прем'єри, написав 32 та переклав 28 п'єс. Вже після смерті Ю. Шерегія вийшла друком його капітальна праця «Нарис історії українських театрів Закарпатської України до 1945 року», яка надовго залишиться неперевершеним джерелом відомостей про театральне мистецтво найзахіднішої галузки українського народу. |
|      | Андрію Коцці                                                                  | вул. Віннична, 20                                                                                     | Меморіальний будинок-музей ім. Андрія Коцки. Будинок, в якому жив і працював Андрій Коцка, народний художник УРСР 1987 р. скульптор Михайло Михайлюк |
|      | Георгію Кірпі                                                                 | Ужгородський залізничний вокзал                                                                       | До 61-ї річниці з дня народження — 20 липня 2007 року — встановили на Ужгородському вокзалі меморіальну дошку й погруддя та облаштували мінімузей Георгія Миколайовича Кірпи. У самому приміщенні вокзалу встановлене мармурове погруддя, а за склом — форма та деякі особисті речі Героя України. Це робота рук київських скульпторів, авторів надмогильного пам'ятника Кірпі. Сергій Демчук, Анатолій Валієв, Костянтин Синицький та Олександр Кузьмін. У грудні 2005 року площу Привокзальну названо іменем покійного міністра транспорту України Георгія Кірпи. |
|      | Володимиру Гошовському                                                        | площа Театральна, 15                                                                                  | Меморіальну дошку музикознавцю Володимиру Гошовському перевстановили 14 грудня 2016 р. на будинку № 15 на площі Театральній в Ужгороді, де він жив. |
|      | Івану Чендею                                                                  | на будинку на вул. Високій, 15                                                                        | 20 травня 2012 р. відбулося урочисте відкриття меморіальної дошки Івану Чендею. |
|      | Андрію Новаку                                                                 | вул. Собранецька, 14                                                                                  | 16 травня 2016 р. на будинку № 14 на вулиці Собранецькій відкрили меморіальну дошку фундаторові нинішньої обласної лікарні Андрію Новаку. У цьому домі жив лікар, фаховий епідеміолог, який приїхав до Ужгорода боротися з холерою, а водночас і лікувати свої хворі легені, а в 25 років уже став керівником закладу. Пам'ятний знак зроблено в межах святкування 150-річчя лікарні, яке відзначається в травні. Автор дошки скульптор Михайло Белень зазначив, що вона зроблена зі штучного білого каменю, з певним символізмом. Білий колір символізує святість і чистоту. На білому кольорі чітко, до найменших дрібниць видно риси обличчя, очі, дуже добре читається вся композиція. |
|      | Володимиру Дегтярьову                                                         | При вході до Закарпатського обласного художнього музею ім. Й. Бокшая                                  | У Міжнародний день музеїв (18.05.2016 р.) при вході в музей урочисто відкрили меморіальну дошку колишньому директорові цього закладу. Передувала відкриттю урочиста церемонія, що проходила в головному виставковому залі музею. Відкривав її виступ камерного хору «Cantus». Засновник і художній керівник колективу, народний артист України Еміл Сокач, був особистим другом В. Дегтярьова. У своєму виступі він зазначив, що зараз хор «Cantus» — доволі частий гість музею, але вперше колектив (тоді ще ансамбль) заспівав у його залах саме за часів директорства Володимира Геннадійовича. Подальшу церемонію вела заступник директора з наукової роботи обласного художнього музею Людмила Біксей, яка свого часу теж працювала «у команді» Володимира Дегтярьова. Завдяки Олександру Петіку вдалося втілити в життя задум відкриття меморіальної дошки В. Дегтярьову. Спогадами про спільні роки роботи поділилася Г. Рижова та Б. Кузьма. Дочка Володимира Геннадійовича, дизайнер та художниця Ліна Дегтярьова, щиро подякувала тим, завдяки кому з'явилася можливість відкриття меморіальної дошки її батьку. Автори меморіальної дошки (виготовленої під архітектурним наглядом Любові Керестей) — закарпатські скульптори Василь Роман і Ян Потрогош, які також були друзями Володимира Дегтярьова. |
|      | Олександру Грабарю                                                            | На колишньому будинку Грабарів, що на вул. Лучкая                                                     | 15 жовтня 2014 р. відбулося урочисте відкриття меморіальної дошки на будинку, в якому жив і працював один із перших орнітологів Закарпаття Олександр Грабар. Спогадами про видатного вченого, який, народившись у Будапешті, за тим до кінця своїх днів працював в Ужгородському обласному музеї, ділились присутні на заході митці, дослідники та краєзнавці. Серед іншого зазначали, що інсталювати квіти на підвіконнях в Ужгороді вперше почав саме Олександр Грабар. О. Грабар був одним із перших орнітологів Закарпаття, чимало зробив для охорони птахів. Він вирощував рідкісні види хижих птахів у неволі, опублікував з цього питання кілька методик. У різного роду популярних статтях вчений доводив користь хижих птахів, закликав не стріляти їх і не руйнувати гнізд. Багато зробив вчений і для популяризації ідеї збереження природи як викладач гімназії і як працівник краєзнавчого музею. В Ужгородському обласному музеї і понині зберігаються не тільки його майстерно виконані опудала, але й картини (вчений був родичем відомого радянського академіка живопису і діяча охорони пам'яток культури І. Е. Грабаря). |
|      | Василю Комендарю                                                              | Біологічний факультет УжНУ                                                                            | Відкрита 8 грудня 2016 фасаді біологічного факультету УжНУ біологу, професору УжНУ Василю Комендарю. Відкрили дошку в рамках дводенної міжнародної конференції, в якій беруть участь дослідники з вищих навчальних закладів і наукових установ України, Румунії, Угорщини, Словаччини. Зібрання присвячене пам'яті професорів Василя Комендаря, Віри Мандрик та доцента Юрія Петруса — викладачів-дослідників кафедри ботаніки Ужгородського національного університету. |
|      | Александру Дубчеку                                                            | Спеціалізована ЗОШ І-ІІІ ступенів № 4 із поглибленим вивченням словацької мови                        | 26 листопада 2018 р. відкрито меморіальну дошку словацькому політику і громадському діячеві — одному із творців та натхненників Празької весни Александру Дубчеку. Автор — скульптор Михайло Белень. |
|      | Івану Горзову                                                                 | | На будинку в Ужгороді, де жив професор І. П. Горзов. |
|      | Раулю Валленбергу                                                             | на будівлі біологічного факультету УжНУ                                                               | 22 грудня 2014 р., в Ужгороді на будівлі біологічного факультету УжНУ, де колись розміщувалася єврейська школа для хлопчиків, відкрили меморіальну дошку Раулю Валленбергу — шведському дипломату, який у 1944 році врятував життя десяткам тисяч угорських євреїв, видаючи їм так звані «захисні» паспорти підданих Швеції. Скульптор Михайло Колодко. |
|      | В'ячеславу Приходьку                                                          | вул. Лермонтова                                                                                       | 19 травня 2015 р. на стіні будинку-майстерні В'ячеслава Приходька встановили дошку-барельєф із зображенням портрета художника й текстом: «У цьому будинку жив і творив митець — народний художник України В'ячеслав Приходько (1940—2011)». У будинку, що розташований у середмісті Ужгорода, й далі мешкає його родина. |
|      | Еміліану Грабовському                                                         | вул. Собранецька, 31                                                                                  | У будинку, на якому встановлена меморіальна дошка, колись жив і працював з 1892 по 1955 роки український художник Еміль Романович Грабовський. |
|      | На честь першого матчу національної збірної України з футболу                 | стадіон «Авангард»                                                                                    | 25 років тому, 29 квітня 1992 року, збірна України з футболу провела перший у своїй історії поєдинок. Українці на ужгородському стадіоні «Авангард» у товариському матчі зустрілися зі збірною Угорщини. Той поєдинок завершився перемогою угорців з рахунком 3:1. З того часу в Україні 29 квітня — день футболу. А 30 травня 2017 року на ужгородському стадіоні «Авангард» відкрили меморіальну дошку, присвячену історичній події. Після відкриття меморіальної дошки міжнародний товариський поєдинок зіграли ветеранські збірні України та Угорщини. |
|      | Михайлу Бабидоричу                                                            | Багатоповерхівка у центрі міста, на вулиці Ракоці № 16                                                | Відкрита 6 червня 2014 р. у будинку, де мешкав один із корифеїв закарпатської журналістики Михайло Бабидорич. Скульптор М. Белень. |
|      | Василю Ґренджі-Донському                                                      | будинок на розі вулиці П. Мирного та пл. В. Ґренджі-Донського                                         | Відкрили 7 грудня 2011 р. У цьому будинку Василь Ґренджа-Донський жив до 1938 року. Автор — ужгородський скульптор Іван Маснюк. Цей пам'ятний знак замінив інший, кілька років тому вкрадений з фасаду. Оскільки форм для відливу у скульптора від старого барельєфа не залишилося, виконувати роботу довелося заново. |
|      | В пам'ять героїв та жертв угорської революції                                 | гуманітарно-природничий факультет з угорською мовою навчання Ужгородського національного університету | На дошці зображено, що відбулася жорстока бійня, в якій танками придушено голос народу. Автор меморіальної дошки скульптор Михайло Колодко. Дата встановлення: 18 жовтня 2016 р. Дошку відкрили в переддень 71-ї річниці університету. |
|      | Меморіальні дошки Героям Віталію Постолакі, Олександру Капушу, Сергію Мартину | на фасаді ЗОШ № 6 імені Гренджі-Донського                                                             | Відкриті 6 травня 2016 р. Всі троє були учнями цієї школи. |
|      | Андрію Палаю                                                                  | на фасаді загальноосвітньої школи № 19                                                                | Меморіальну дошку полеглому на Сході Герою — ужгородцю Андрію Палаю встановили 13 травня 2016 р. на фасаді загальноосвітньої школи № 19, у якій він навчався. |
|      | Пам'ятні дошки Дмитру Георгієву, Юрію Білоброву, Олександру Реготуну.         | у фоє Ужгородського міського військового комісаріату.                                                 | 24 вересня 2016 р. відбулося урочисте відкриття трьох пам'ятних дощок бійцям 15-го батальйону 128-ї окремої гірсько-піхотної бригади — майору Д. Георгієву, майору Ю. Білоброву, ст. прапорщику О. Реготуну, що полягли за свободу України в боях з російськими окупантами на Луганщині влітку 2014 року. |
|      | Юрію Біровчаку                                                                | на приміщенні школи № 17 у мікрорайоні «Доманинці»                                                    | 30 вересня 2016 на приміщенні школи № 17 у мікрорайоні «Доманинці» міста Ужгород буде відкрито меморіальну дошку старшому солдату 53-ї ОМБр Юрію Біровчаку, який загинув на Донеччині в 2015 році. |